# Rádio Roquette Pinto (1934-2003)
Rádio Roquette Pinto (também grifada como Rádio Roquete Pinto) foi uma emissora de rádio brasileira com sede no Rio de Janeiro, capital do estado homônimo. Operava no dial AM, na frequência 630 kHz. Inaugurada em 6 de janeiro de 1934 por Edgard Roquette-Pinto, e desativada desde 2002, a emissora é de propriedade do Governo do Estado do Rio de Janeiro juntamente com a 94 FM.

## História
Edgard Roquette-Pinto, fundador da Rádio Sociedade do Rio de Janeiro, planejou em 1933 o lançamento de uma segunda emissora de rádio, convocando Anísio Teixeira a apoiar o projeto. Em 6 de janeiro de 1934, fundou a Rádio Escola Municipal do Distrito Federal, emissora de caráter estritamente educacional atuando nos vários níveis de ensino. Em 1946 a Rádio Escola foi doada ao município e passou a se denominar Rádio Roquette Pinto, homenageando seu fundador e idealizador, que idoso e enfermo, não concordava com a homenagem. Mesmo assim o prefeito Henrique Dodsworth, à revelia, deu o nome de Roquette Pinto, ainda em vida, à emissora.
Em 1960, com a transferência da capital federal para Brasília e a transformação da prefeitura do então Distrito Federal em estado, a emissora passa a ser de propriedade do Governo do Estado da Guanabara. Em 1975, com a fusão da Guanabara com o Estado do Rio de Janeiro passa a ser de propriedade do governo fluminense.
Até 1975, a programação da rádio era considerada não-comercial e contava com atrações de debates e entrevistas, mas passou a contar com intervalos comerciais pagos em 1975, gerando diversas reclamações de ouvintes. Em resposta, o diretor-presidente Júlio Medaglia enviou carta ao Jornal do Brasil descrevendo a situação da emissora, afirmando que a emissora encontrava-se "em condições técnicas sofríveis, estando o sinal de emissão deficiente, os estúdios tecnológica e operacionalmente ultrapassados, e sem condições de garantir uma programação produtiva". Ainda segundo a carta, o numeroso quadro produtivo apresentava-se "parcialmente incapaz e totalmente desestimulado para a atividade criativa" e sua programação era apenas musical, "sem qualquer critério artístico ou cultural estruturado". Ele rebateu os boatos de que a emissora iria se transformar numa rádio comercial e justificou as inserções comerciais como forma de revitalizar a emissora. Em 28 de janeiro de 1976, a Rádio Roquette Pinto iniciou um plano de restauração total e modernização, com duração de 3 anos. Isso incluiu desde aumento de potência, saindo de 1 kW para 10 kW, até atualização da discoteca a partir da compra de novos títulos.
Posteriormente, passou a ser alvo de críticas por ser usada como instrumento político, durante os mandatos de Leonel Brizola e Moreira Franco. Moreira chegou a afirmar durante a sua campanha que iria acabar com a emissora e estudaria uma forma transferi-la para a iniciativa privada. Ao assumir o governo em 1987, anunciou que iria transformar a emissora "em um veículo dinâmico, ágil". Também passou a apresentar um programa chamado Bom Dia Governador.
Em 1991, a Rádio Roquette Pinto se apresentava em estado de abandono, conforme mostrou reportagem publicada no Jornal do Brasil em 13 de março. A emissora estava sucateada e, apesar de possuir 104 funcionários entre repórteres e redatores, não conseguia colocar no ar produções jornalísticas por falta de equipamento adequado. A direção responsabilizou os funcionários por desmotivação, que em resposta, afirmaram que o estado de abandono foi causado por "má administração e politicagem".
No final de 1994, ladrões roubaram os transmissores da rádio, instaladas numa região conhecida como Favela Roquete Pinto, próximo ao complexo da Maré. Antes do ocorrido, a região já enfrentava conflito entre polícia e traficantes do Comando Vermelho que dominavam a área. Em 1993, chegaram a construir um muro que barrava a entrada na favela e o acesso aos transmissores da rádio. A Roquette Pinto ficou fora do ar até 2002. Neste ano, a Rádio Roquette Pinto adquiriu novos transmissores e voltou ao ar no dia 3 de junho de 2002, com uma programação apenas musical, com samba autêntico, acrescida com vinhetas de artistas agradecendo a volta da rádio sem programas falados. Este retorno foi promovido a partir de um mutirão formado pela então governadora Benedita da Silva, os sindicatos dos Radialistas e dos Artistas e Rádio do Rio de Janeiro, que cederam torre e terreno para instalação dos transmissores. Com a posse de Rosinha Garotinho em 2003, a programação da AM foi unificada com a FM, tanto com transmissão simultânea ou com a AM transmitindo somente músicas até ser desativada em definitivo. Carmem Lucia Roquette Pinto, filha de Roquette Pinto, e a diretora da FM, Eliana Caruso, tentaram retornar com a emissora, sem sucesso.